# Lokovec
Lokovec je ena najdaljših in najbolj prostranih slovenskih vasi. Je osrednje naselje Lokovške planote. Združuje tri Lokovce: Spodnji (tudi Dolenji, pogovorno Də̀lejnkanc), Srednji in Zgornji (tudi Gorenji ali Gornji, pogovorno Gə̀rejnkanc). Naselje sestavlja množica razpršenih zaselkov z eno ali nekaj domačijami. Na seznamu krajevnih imen na slovenskem Goriškem leta 1910 je za občino Lokovec v sodnem okraju Kanal v političnem okraju Gorica navedenih 65 delov kraja. Silvotoponim Lokovec je lingvistični fenomen z latinskimi, langobardskimi in slovenskimi elementi. 

#### Dostop do Lokovcev:
→ iz Nove Gorice preko Grgarja in Čepovanske doline, kjer je več odcepov za Lokovce: v Spodnji Lokovec s ceste naprej od Fobškega Kala (še v KS Grgar) in iz vaškega jedra Čepovana; v Zgornji Lokovec iz gornje Čepovanske doline po Ječmencah (Na Občini) in z Vrat po Borojevićevi cesti
→ iz doline reke Soče preko
- Kanala ob Soči, Kanalskega vrha in Banjšic
- Avč, Levpe in Kala nad Kanalom
- Mosta na Soči, Tolminskega Loma, Kanalskega Loma in Grudnice

→ iz doline Idrijce
- iz Bače pri Modreju (železniška postaja Most na Soči, Postaja, železniška proga Jesenice - Sežana) preko Vrat v Čepovanskem dolu in od tam izbirno po že navedenih odcepih
- iz Dolenje Trebuše, ob izlivu Trebuščice v Idrijco, navkreber preko prevala nad Čepovanskimi Vršami do Čepovana in od tam izbirno po že navedenih odcepih

→ s Trnovske planote preko Lokvi s spustom do Čepovana in od tam izbirno po že navedenih odcepih
→ po nekdanjih zaradi zaraščanja izginjajočih pešpoteh, opisanih v različnih virih, po starih gozdnih cestah in vlakah

## Geografija

### Lokovška planota
Krajinska podenota Lokovška planota je opredeljena v Regionalni razdelitvi krajinskih tipov v Sloveniji na osnovi reliefa. Sega v tri občine: Mestno občino Nova Gorica, Občino Tolmin in Občino Kanal ob Soči. Večino Lokovške planote v novogoriški občini zavzema vas Lokovec s tremi Lokovci. Lokovška planota sega na vzhodu in jugu v Čepovan, na jugozahodu v Grgarske Ravne-Bate, na zahodu na Banjšice, preostali zahodni in severni del pa v Kal nad Kanalom, Kanalski Lom in Grudnico (KS Most na Soči). Od JZ proti SV delu planote se narava prilagaja najprej mediteranskemu, nato celinskemu in nazadnje alpskemu podnebju, zato si sledijo topla poletja, jesenska in zimska burja, ostre zime in sneg tudi še v maju ali že v oktobru.

### Banjško - Lokovška planota
Banjško-Lokovška planota je skupaj s krajinsko enoto Banjška planota opredeljena v Regionalni razdelitvi krajinskih tipov v Sloveniji. Območje je opredeljeno kot enota zaradi geografske ločenosti od preostalega dela s Čepovanskim suhim dolom, ki zelo izrazito razmejuje Banjško-Lokovško planoto od Trnovskega gozda in Doline Soče. 
Banjško-Lokovška planota je najzahodnejši reliefno neenoten izrastek dinarskega višavja. Nekateri viri jo obravnavajo skupaj s Trnovskim gozdom, Nanosom in Hrušico, drugi pa s flišnim svetom Kambreškega, ki se dviga zahodno od Soške doline. Stopnje, ki se dvigajo nad Goriško ravnino in dolino Soče proti notranjosti, planoto členijo na posamezne podenote. Na najnižji stopnji je Grgarsko kraško polje (kotlina), nad njim proti vzhodu sta precej manj izraziti Zagorsko in Ravniško polje, v smeri SV pa Čepovanski dol, »gotovo eden najizrazitejših suhih dolov na svetu sploh« (Melik, 1961, Geografski zbornik), ki je ločnica med Banjško-Lokovško in Trnovsko planoto. Banjšice so rahlo valovita travniška planota z odprtim razgledom proti jugu, severu in zahodu. Od tu se proti vzhodu površje stopničasto dvigne do reliefno močno razgibane zakrasele Lokovške planotice s stožčastimi hribi in številnimi vrtačami, brezni, jamami ter manjšimi kraškimi doli. 
Na Banjšicah so triasne, jurske in kredne kamnine razmeroma dobro prepustne in izdatno zakrasele. Nekoliko manj propusten je zgornjetriasni dolomit, v katerem je zlasti okoli Čepovana nekaj manjših izvirov, ki napajajo kratek površinski Čepovanski potok. Kljub temu pa ta ponikne še preden doseže apnence. Kjer so dolomiti bolj predrti, ponika padavinska voda neposredno v zakraselo podlago. Na flišnih kamninah je razvita površinska hidrografska mreža. Zaradi karbonatnih vložkov v flišu pa se ponekod pojavlja lokalna kraška cirkulacija ter majhni kraški izviri. Površinske vode s fliša pri Ravnici in zahodno od Grgarja ponikajo v Grgarski kotlinici. Pri Batah je manjša občasna ponikalnica, več kratkih površinskih potokov je tudi na Banjšicah. V zahodnem flišnem obrobju Banjške planote so površinske vode izoblikovale številne grape.
Z visoke Lokovške planote se površje strmo prevesi v geomorfološko posebnost tega območja – Čepovanski dol. Rob med njima poteka po kopastih vrhovih na nadmorski višini od 800 m do 950 m, ki si sledijo v smeri JZ-SV, in tvorijo tudi mejo med KS Lokovec in KS Čepovan. Čepovanski kanjon je globoko vrezan v kraško planoto in izrazito obvisel nad dolino Idrijce, po njem pa ne teče noben vodotok. Mnenja stroke glede nastanka doline so še vedno deljena. Po teorijah Melika (Melik, 1960) naj bi Čepovansko dolino izdolbla reka, ki je izvirala v južnem delu Julijskih Alp in je med Mostom na Soči in Solkanom tekla vzporedno s Sočo, svoje vode pa je zbirala v porečjih današnje Bače, Cerknice in Idrijce. Vzrok, da je ta rečna dolina danes suha, naj ni bil v pretočitvi Čepovanske reke zaradi vplivov tektonike, in naj bi se reka ob dvigu Trnovske in Lokovške planote prelila proti Tolminski kotlini. Najnovejši rezultati analiz sedimenta in ugotovitve Karin Kure, objavljene 2023 v njenem magistrskem delu Geomorfološke značilnosti Čepovanskega dola, so, da je Čepovanski dol oblikovala reka, ki je imela zaledje porečja današnje Idrijce, o čemer so v preteklosti že pisali Habič (1964) in Moulin in sod. (2016). 

## Zgodovina

### Naselitev[7][8][9][10][11]
Glej tudi članek Lokovška planota
Gozdnatost in neprehodnost, nadmorska višina in s tem povezani vremenski pojavi, odsotnost vodnih virov, zgodovinski dogodki, tromeja med zemljiškimi gospostvi (goriško, kanalsko, tolminsko), od leta 1575 pa tudi Karlov rudniški red, ki je prepovedoval krčenje gozdov za napravljanje rovtov, rejo koz in kmetovanje, so okoliščine, ki so ovirale zgodnejšo množičnejšo naselitev Lokovške planote. Posamično naselitev in obiskanost območja potrjujejo arheološka najdišča in izročilo staroselcev, ki so se pred priseljenci in vojnami umikali v hribovita območja.   
Trajna naselitev planote Lokovec se je dogajala ločeno iz več smeri: s tolminske, kanalske in z goriške, kar se še vedno odraža v vplivu narečij na govorico v Spodnjem, Srednjem in Gornjem Lokovcu. Vojko Pavlin v knjigi »Goriško gospostvo ob prehodu pod Habsburžane (na osnovi urbarja iz leta 1507)« piše, da okoli leta 1500 gozdnato območje Lokovcev še ni bilo poseljeno. Goriški grofje in za njimi Habsburžani so tu imeli strnjeno posest, ki jo Slovenska historična topografija (SHT) navaja v Urbarju l.1507 in še prej, okoli l.1370, kot Zgornje Banjšice za potokom Avščkom, kar ustreza območju Lokovške planote. Tudi med soseskami solkanske (pra)župnije ob vizitaciji Bartolomeja Porcie l. 1570 Lokovec še ni omenjen.   
Lokovec je med naselji, ki so nastala pozno kot rezultat novoveških kolonizacijskih tokov in novih možnosti za izrabo gozdov (VIR: dr. Vojko Pavlin, Župnija sv. Štefana v Solkanu in njen katapan  iz leta 1757, ARHIVI 36 (2013), št. 2). Bolj množične naselitve severnega dela Lokovške planote, Čepovanske doline in Trebuš so povezane tudi z iniciativo tolminskega gospoda Neuhausa, ki je v začetku 16. stoletja s tolminske strani s kmeti začel poseljevati območja nad levim bregom Idrijce (Idrija pri Bači, Vrata v Čepovanskem dolu, Trebuša) in zasedati trebuške gozdove, zaradi česar je prihajalo do obmejnih sporov med tolminskim in goriškim gospostvom, za katero so Čepovanci tam opravljali razne lovske naloge in upravljali mlin. O naselitvi Lokovca iz S in SV strani je tudi izročilo, da so bile na Lokovški planoti po najprej lesenih prve kamnite s slamo krite hiše sezidane v 16. stoletju prav v Gornjem Lokovcu. Ta del naselja je bližji Kanalskemu Lomu in Kalu nad Kanalom. Da je bil naseljen iz severozahodnih, severnih in severovzhodnih dolin pojasni še rovtarski dialekt prebivalcev v tem delu naselja, zapis, da je severni del Gornjega Lokovca do polovice 20. stoletja spadal k župniji (Kanalski) Lom in rodovniki Lokovčanov, v večini sestavljeni na osnovi matičnih knjig okoliških župnij Tolminski in Kanalski Lom, Kal nad Kanalom in Čepovan, kjer so vpisi o rojstvih, porokah in smrtih za čas pred letom 1800 in tudi še kasneje vse do druge polovice 20. stoletja, čeprav ima Lokovec tudi svoje matične knjige od leta 1.800 dalje. Tudi prvotno številčenje hiš se je z 1 začelo v Gornjem Lokovcu. 
K sklepanju o naselitvi Lokovcev vodita še omemba Lokovčanov v Pregljevih Tlačanih (okoli 1714 so Lokovčani sodelovali v uporih za kmečke pravice) in Vojaški zemljevid Slovenije za obdobje 1784-1785. Srednji Lokovec je bil redko poseljen. Iz zemljevida je razvidno, da Gornji in Spodnji Lokovec tudi zaradi gozdnatosti še nista bila povezana s potmi. Na njem so označene takrat že naseljene lokacije in zapisana še danes prisotna ledinska imena: Lokovec je označen kot širše območje (gozdnata planota), v sedaj Gornjem Lokovcu so vpisani: B. Senvik (B. - Bereich oz. območje) - sedaj tisočak Senebik in istoimenski zaselek domačij, za lokacijo zahodno od Srednjega Lokovca Lupah je ohranjen vrh Na levpah (984 m), težje natančneje določljivo na območju današnjega Spodnjega Lokovca je Hude Jusina - danes Hudajužna na dveh sorazmerno blizu si lokacijah, med Hudajužno in Na levpah je bila današnja kmetija Hribar - Pertreciah (Pretreciah), in podobno. Dvajset let prej so v 3. zvezku  Slovenija na vojaškem zemljevidu 1763–1787 za vojaške potrebe zapisali: "Področje Lokovec in področje Vrat. Trdne zgradbe: Ti dve področji sestavljajo večinoma raztresene majhne hiše, teren je poln majhnih vzpetin in rup in ga pokriva kamenje. Poti: Poti so zelo slabe in naporne, pa vendarle v skrajni sili prehodne za tovorne konje. Gozdovi: Gozd med področjem Lokovec in vasjo Kal nad Kanalom je visokorasel in gost, teren pa je podoben kot drugod, zato se pešec komajda prebija skozenj." Za Puštale (v JZ delu Čepovanske doline) piše: "Oddaljenost: od Lokovca 1/2 ure. Gozdovi: Griči na področju (op. spodnjega) Lokovca so pokriti s srednje visokim in raztresenim grmovjem."  
Obsežnejši val naselitve se je zgodil med 17. in 18. stoletjem ob glavni dolini na JV, V in SV strani Lokovške planote, katere os povezuje SV in JZ del enote, na njo pa se pripenjajo poti, ki vodijo do številnih posameznih celkov s samotnimi kmetijami. Na Lokovški planoti so poiskali nov dom prebivalci okoliških krajev, prebegli udeleženci tolminskega punta, gozdarji-oglarji, ko je nad pobočji rek Idrijce in Trebuše za potrebe idrijskega rudnika in glažutarstva zmanjkalo lesa, oglja in pepelike, in je bil Lokovški gozd (Loccavizer Wald na vojaškem zemljevidu Illyria 1829-1835) lažje dostopen kot Trnovski, in popotniki kot npr. že od 16. stoletja romarji na Sveto goro (Skalnica). Prebivalci Spodnjega in Srednjega Lokovca se po govorici uvrščajo v primorsko narečno skupino, kar nakazuje, od kod so se priselili.  
Lokovec je do 2. SV upravno spadal v kanalsko občino, cerkveno pa je bil celotno obdobje naseljevanja in tudi še dolgo po drugi vojni razdeljen v več župnij. Teritorij kanalske (pra)župnije je od 13. stoletja na vzhodu segel na Banjško-Lokovško planoto. Toponima Kanalski Lom in Tolminski Lom na severu tega območja nakazujeta mejo med kanalsko in tolminsko (pra)župnijo. Čepovan in Grgar sta pripadala (pra)župniji v Solkanu. Prvi kraji v Gorah oziroma Na planinah, kot se je Banjško-Lokovška planota najprej imenovala, so dokumentirani v SHT okoli leta 1200, a je bilo to območje (redko) naseljeno že v rimski dobi in še prej, beremo v knjigi O prvih cerkvah in župnijah na Slovenskem. Za 18. stoletje več virov navaja, kdo je zagotavljal cerkveno oskrbo za Lokovčane, en vir pa omenja Lokovec kot kraj, od koder so se Lokovčani že priselili:  
- V diplomskem[29] delu Kratka zgodovina Trnovega in Voglarjev avtorica navaja, da je na Trnovo okoli leta 1700 iz Lokovca prišel Hvala, k Rijavcem pa prav Rijavec, kar je do sedaj znana najstarejša omemba Lokovca.
- V javno dostopni Matriculi[30] za Čepovan (vzpostavljeni 1735, strani:108-134) so pri vpisih o porokah imena mož in žena iz Lokovca (Locoviz) že v letu 1737.

- V Gradivu za historično topografijo predjožefinskih župnij na Slovenskem: Primorska, piše: Župnija Kanal (njena) Podružnica sv. Jurija v Kalu nad Kanalom (1751: v Lokovcu).[31]
- Liturgični dokument [14] za Solkan za leto 1764 omeni, da je vas spadala pod čepovansko zakramentalno cerkev, in da Lokovec še ni imel svoje cerkve.
- V matičnih knjigah[18] za Kal nad Kanalom so od leta 1785 vpisi za rojstva, poroke in smrti tudi za Lokovčane, ob nekaterih umrlih pa je zapisan tudi vikariat Lom.

Čeprav izrazito razpršena ima vas Lokovec temeljne značilnosti slovenskega naselja: kmetije, cerkev s pokopališčem in (vaško) lipo. V Lokovcu je lipa pri skoraj vsaki domačiji in tudi sicer pogosto drevo. Obstoj in razvoj domačij so tudi tu zagotavljale usmerjene poroke in veščine upravljanja kmetije. 

#### Prvi priimki[34]
oseb z bivališčem Lokovec (Lokoviz, Locoviz, Locovizh) v matičnih knjigah (Matricula):
- za Čepovan so v poročni knjigi v prvi polovici 18. stoletja (1737-1749) vpisane poroke ženinov in nevest iz Lokovca s priimki: Bremec (Bremiz), Hvala (Hvalla), Humar/Kumar (Cumar), Kolenc (Collenz), Kuštrin (Custrin), Murovec (Muraviz), Mrak (Mrag), Pirih (Pirich), Šuligoj (Sulgoi)

- za Kal nad Kanalom vpisi v drugi polovici 18. stoletja prinašajo pestrost priimkov in potrjujejo različnost porekla prebivalcev, hišne številke pa precejšnjo poseljenost (leta 1785: h.št.127; leta 1796: h.št.142): Bratuž/Bratuš (Bratus), Bremec (Bremiz, Bremizh), Brezavšček (Bresouszik), Čargo (Chiargo), Gorjup (Goriup, Goriupp), Grosar (Grofsar), Hvala (Hvalla), Humar/Kumar (Cumar), Kogoj (Cogoi), Kolenc (Kolenz, Kollenz), Kovačič (Covazig, Covacig), Kuštrin (Kustrin, Custrin), Lapanja (Lapagna), Leban, Lipičar (Lipizar), Nemec (Nemiz), Mamic/Mamič (Mamiz), Mauri, Mokrin (Mocrin, Mockrin), Mrak (Mrack), Murovec (Muraviz), Obrekar, Pavšič (Pafsig), Pertout, Pirih (Pirich), Pisk (Pisek), Podgornik, Povšič (Pousig), Renko, Rijavec (Riaviz), Šavle/Šaule/Šauli (Saule, Sauli), Štulc (Stulz), Šuligoj (Suligoi, Sulligoi), Vončina (Wanzina, Voanzina, Wanzhina, Wonzhina, Woncina, Wonzina, Wonzin), Voglar, Žbogar (Sbogar).
- za Lom (Kanalski, Tolminski) so sredi 18. stoletja (od 1732) vpisi naslednjih priimkov Lokovčanov in Lokovčank: Pousig, Krascig, Cogoj, Muraviz, Stulz

Matične knjige za Lokovec so bile vzpostavljene leta 1800.
Naselje Bremci (Brenich) pri Kalu na Banjško-Lokovški planoti, najverjetnejša povezava z izvorom priimka Bremec, je v Historični topografiji Primorske (do leta 1500) na podlagi gradiva Milka Kosa omenjeno za čas ok. 1370. Povezava med krajevnimi toponimi in priimki so še: Cvetrež - Cvetrežnik, Šulgi - Šuligoj, M(e)rcinje - M(e)rcina, Levpa - Levpužič, Lipica - Lipičar, Grudnica - Gruden, Bukovci - Bukovec, Koreni - Koren, Kobalovšče - Kobal, ipd.
Glej tudi Glavni članek: Osebnosti, povezane z Lokovško planoto:

### Naselbinska in nenaselbinska imena (toponimi)
V stavbarstvu in narečni govorici domačinov je prisoten preplet vplivov tako iz Tolminske in Idrijsko-Cerkljanske kot iz Goriške in Furlanije. To so tudi kraji, od koder so se priseljevali predniki današnjih Lokovčanov in s seboj prinesli besedišče, narečje in priimke, morda pa tudi ime kraja. 
Locoviz je do sedaj znan prvi zapis imena kraja leta 1737 v Matični poročni knjigi za Čepovan in že takrat visoke hišne številke potrjujejo, da je do naselitve prišlo kmalu po priključitvi Goriške grofije Habsburškemu cesarstvu. V diplomskem delu Kratka zgodovina Trnovega in Voglarjev avtorica navaja, da je na Trnovo okoli leta 1700 iz Lokovca prišel Hvala. V knjigi Trnovska čitanka avtorici navajata, da se je naselitev Trnovega začela okoli l.1648 in da je vas Rijavci, kamor se je prvi priselil neki Rijavec iz Lokovca, nastala istočasno. V teh dveh virih ni naveden takraten zapis imena za Lokovec. K temu je potrebna dopolnitev, da je Trnovo  med kraji s kmetijami zavezanimi k dajatvam naseljeno že vsaj v 15. stoletju (vir: dr. Pavlin, Goriško gospostvo ob prehodu pod Habsburžane na osnovi urbarja iz leta 1507). 
Langobardski elementi v silvotoponimu Lokovec (Locavizza): Etimološko raziskavo neslovanskih toponimov na območju stičišča latinskega, nemškega in slovenskega jezika nekoliko zaplete končnica » -izza/-izza/-ica «, ki je slovenskega/slovanskega porekla. Sorodna beseda »wizza« je namreč langobardskega/germanskega porekla. Različice besede »wizza« se na območju Benečija - Trentino - Zgornje Poadižje uporabljajo za (zaščiten) gozd. V članku »Elementi longobardi nella toponomastica goriziana« (vir in več informacij: publikacija Borc San Roc 8, 1996) se avtor Walter Chiesa posveča dendronimom, ki vsebujejo končnico »-ica« in so poimenovanje različnih gozdov na Goriškem: Castagnavizza (Kostanjevica, Kostanjev gozd - Kastanien Wald), Buccavizza (Bukovica, Bukov gozd - Buchen Wald), Ajševica (Lešnikov gozd - Haseln Wald), Locavizza (Lokovški gozd - Loccavizer Wald; - iz Log/Loch/Logo in Wald), Gabrovizza (Gabrovica, Gabrov gozd), Basovizza (Bazovica, Bezgov gozd) in drugi (Panovec, Hrastovec). Silvotoponim Locavizza (v italijanščini) oz. Lokovec je lingvistični fenomen, saj vsebuje ponavljanje v smislu »bosco-bosco oz. gozd(ni)-gozd«, kar je sicer pogosto prisotno v večjezičnih okoljih (latinsko-slovanskih, latinsko-grških, latinsko-arabskih). 
V vseh do sedaj znanih jezikovnih različicah ponavljajoči se del imena Loko-vec: loko je v italijanski različici loco(-viz) iz latinščine locus‎ (iz stare latinščine stlocus‎, iz protoindoevropskega *stel-‎  "postaviti, locirati") samostalnik luogo, kar prevedeno v slovenščino pomeni: del prostora, točka, kraj, mesto (v prostoru) in glagol loco v slovenščini pomeni: postavim, uredim, vzpostavim. "In loco qui dicitur" (na mestu z imenom) najdemo tudi v virih o vplivu romansko-karnijsko-langobardske naselitve na imena krajev (in priimkov) v ožji regiji in tudi sicer je beseda loco med pogosteje uporabljenimi besedami v zgodovinskih virih. Opombo "(e) loco" - "na istem kraju" najdemo tudi v cerkvenih matičnih knjigah pri naslovih oseb.
Vedoč gornje, ostanejo ostali poskusi razlage imena kraja le pregled možnosti, ki jih je smiselno izključiti.
V tipkopisu iz nemščine v slovenščino prevedene Zgodovine o železu na Kranjskem, Goriškem in v Istri od praveka do začetka 19. stoletja (Alfonz Mullner)  je v poglavju Fužine omenjen Maks Lokovic (nem. Max Lukoviz). Za leto 1438 je škof Nicodemus iz Freisinga napisal, da ga je Niklas Dermatt prosil, naj podeli fužino skupaj s kovačnico na Dašnici (Železniki) njemu (...) in Maksu Lokovicu. Isti kovač je omenjen tudi v doktorskem delu Družbene in gospodarske posledice železarjenja na Slovenskem v poznem srednjem veku (Gašper Oitzl, 2022). Zaenkrat še ni dokazane povezave med Maksom Lokovicem, začetki kovaštva v Lokovcu in imenom kraja.
Priimek Locoviz, v latinščini in nemščini zapisan priimek češke plemiške družine Lobkowicz, je prisoten v več virih v drugi polovici 17. in v začetku 18. stoletja (plemiči Locoviz - Lobkowicz: zapis 24.7.1660 o poti Cesarja Leopolda I. po Koroški in v drugih virih o vojaških dogodkih tistega obdobja, leta 1671 v poročilu Benečana Zorzija, leta 1672 v knjigi Le mars à la mode de ce temps, leta 1728 v poročilu Vivaldijevo srečanje s cesarjem Karlom VI. v Trstu, katerega spremstvo je bil tudi "...najodličnejši knez Locoviz...", dne 7.7. 1695 grof Locoviz piše o nasledstvu španske monarhije). Priimek je prisoten tudi kasneje v Italiji in na Slovaškem (vir: myheritage.com in Wikipedija). Tudi v tem primeru še ni dokazane povezave med plemiči Lobkowicz (Lobkovic, Lobkowitz, Lobkowicz, Locoviz) in Lokovcem. Družina je leta 1417 povzela ime po kraju Lobkovice v bližini Prage, ki je prvič omenjen leta 1341.
Ustno izročilo pravi, da je Lokovec prilagojeno preimenovanje kraja Lokavec, ker naj bi se lovci, pastirji, oglarji in kovači v Lokovec priselili od tam, česar pa priimki in govorica Lokovčanov ter stavbarstvo ne izpričujejo. Se pa je in se še velikokrat napačno napiše Lokavec namesto Lokovec, iz površnosti ali zato, ker sta imela kraja enako ime "Locavizza" nekaj časa med 1.SV in 2.SV, ko je bila Primorska del Italije, in se v italijanščini enak zapis za oba kraja pojavi tudi kasneje. Če iščemo izvor imena kraja v Vipavski dolini, moramo omeniti še zapis v Historični topografiji Primorske (do 1500), kjer je za Lokvico, ki je del naselja Šmihel pri Ozeljanu pod pobočjem Trnovske planote, zapisano, da je bil zaselek leta 1388 omenjen kot Locowitz [. .Thomas de Locowitz . . ], prav tak zapis imena kraja za Lokovec pa je prisoten v virih sredi 19. stoletja.
V že omenjeni knjigi Trnovska čitanka beremo, da je po kaleh, enem od poimenovanj redkih skromnih površinskih vodnih virov na goriških planotah, nastalo več imen krajev (Lokve, Kal), tudi Lokovec.
Prevod latinske fraze "loco viz" v italijanščino je "invece vale a dire" oziroma v slovenščino "namesto tega / tj".
V širši okolici sta prisotni še dve podobni poimenovanji: naselje Lukovec na Krasu (med Branikom in Štanjelom, kraj v HTP l.1485) in (vodni) kanal Locavaz pri Devinu (Italija), na Kamniškem teče istoimenski potok Lokovec, naselje Lukovek V od Trebnjega na Dolenjskem pa je v HTP v l.1455 zapisan kot Lokowcz. Zanimive odgovore na vprašanje o poreklu imena kraja Lokovec ponujajo napredni klepetalni roboti - programi, ki s pomočjo jezikovnega modela umetne inteligence na osnovi ogromne količine podatkov (npr. ves internet) ustvarjajo človeku podobne pogovore: Chat GTP, Google Gemini, ipd.
V zgodovinskih virih je več kot 30 različnih zapisov za ime Lokovec (območje vseh treh Lokovcev in planote) in več kot 10 različnih zapisov za vrh Lašček, zbranih s spodnji tabeli.
Henrik Tuma je zapisal, da gre pri imenu Lašček za posebno goriško poimenovanje laštastih kamenitih krajev, medtem ko Stanko Dimnik tolmači, da je ime spomin na Lahe oz. Vlahe, ki so pred Slovani poseljevali naše kraje.
| Lokovec | Lašček |
| --- | --- |
| okoli 1714: Lokovec (zapisan kot je sedanje ime kraja) omenjen v Pregljevih Tolmincih (Puntarji) | - |
| Locoviz (1737 v Matriculi za Čepovan - poročna knjiga, str.108-134; Locoviz 1798na zemljevidu Carta topografica di tuto il territorio del Friuli Goriziano ed Udinese; Locoviz 1843 na zemljevidu General-Karte des Königreichs Illyrien nebst dem Königlich Ungarischen Littorale; Locoviz 1852 na Zemljovid slovenske dežele in pokrajin). | - |
| Lohovze (Vojaški zemljevid Slovenije, 1763-1787) | *na Vojaškem zemljevidu Slovenije 1763-1787 je prepoznaven hrib Lašček, napisano pa je območje Senvik (danes Senebik) v bližini Laščka in Belli Ketmen (danes Beli kamen) |
| Locowetz (v predjožefinski župniji Kanal, 1782) | - |
| Lokoviz (Matricula, Matična knjiga krščenih Kal nad Kanalom, zvezek III, 1785) | - |
| Lokouz (1794) | - |
| Locouz (Locouz 1794 na zemljevidu Die Provinz Inner-Oesterreich) in 1812 na zemljevidu Carte des Provinces Illyriennes, comprenant la Bosnie l'Herzegovine le Monténéro et quelques pays adjacens. | - |
| Locovtz (1796, zemljevid Natur und Kunst Producten Karte von Friaul und dem deutchen Litorale) | - |
| Locavitz (Locavitz 1797 na zemljevidu Herzogthum Krain) | - |
| Lokovz (1797 na zemljevidu Görzer_Kreis_und_Triester_Kreis | - |
| Lokovizh (Matična knjiga poročenih Kal nad Kanalom, zvezek I, 1799) | - |
| Lakovitz (Lakovitz 1807 na zemljevidu Charte vom Erzherzogthum Oesterreich, den Herzogthümern Steyermark, Salzburg, Kärnthen und Krain) | - |
| Logouz ( 1809 - zemljevid Inner Oesterreich ... Goerz und Monfalcone ... in 1819 - Ilirija, Ilirsko kraljestvo, Štajerska, Upravni zemljevidi) | - |
| Likoviz (1811 - ŠAK Ž Grg MKK 2, stran 197-120) | - |
| Locowitz (1816 - Ilirsko kraljestvo Upravni zemljevidi in Lokowitz 1840-1860 na zemljevidu Die Herzogthümer Steiermark, Kärnten, Krain, die gefürstete Grafschaft Görz und Gradiska..) | - |
| Lekouz (1818, Zemljevid Ilirskega kraljestva in Vojvodine Štajerske, stran 100) | - |
| Loccovitz (1822, Fr.kat.; Zemljevid Kettner Vinzenz /1830/1850/ Karte des k. k. Küstenlandes in okoli 1830 "Übersichts Karte des Küstenlandes") | Laszeh (1822, Fr.kat.) s popravkom Vlatschek (verjetno v letih 1856-1860); po letu 1822 dopisano še: Vlazek                                                               |
| Loccaviz, Loccavizer Wald / Lokovški gozd (Illyria 1829-1835 in "Übersichts Karte des Küstenlandes" okoli 1830) | Vlatzek (Illyria 1829-1835); Vlaszek ("Übersichts Karte des Küstenlandes" okoli 1830)                                                                                     |
| Lahautz (1834 - Zemljevid Kraljevine Ilirije in vojvodine Štajerske skupaj s Kraljevim Ogrskim primorjem: izmerjeno astronomsko in trigonometrično, posneto topografsko, pomanjšano in narisano 1834; Okolica Kobarida in Kanala - 1876 - Leibniz Inštitut za regionalno geografijo, Nemčija)                                                | Vlatzeck (1834/1876 - isti vir kot Lahautz) |
| Loccovetz (Loccovetz 1850 na zemljevidu Karte der Kronländer Görz mit Gradisca und Istrien und der reichsunmittelbaren Stadt Triest mit deren politischen und gerichtlichen Eintheilung) | - |
| Locowiz (Locowiz 1852 na zemljevidu Herzogthum Karnten und Krain) | - |
| Lokovic (Lokovic 1853 na zemljevidu Zemljovid slovenske dežele in pokrajin; Lokovic 1864 na Zemljovid slovenske dežele in pokrajin) | - |
| Lokovitz (Lokovitz 1858 v Poročilu Gospodarske zbornice Gorica, Italija, za leto 1858 izdano 1859 (na strani 186) | - |
| Lakovez (izgovoriti Lakouz) (Lakovez 1868 v Poročilu o ekskurziji v hribovje Lašček med Kanalom in Čepovanom v obdobju med 5. in 8. avgustom 1867) | Lašček (Lascek-Gebirge oz. Gorovje Lašček, Krašanovo Poročilo 1868) |
| Lokovec, Locovec (Habsburško cesarstvo, 1869-1887) | Lašček (Habsburško cesarstvo, 1869-1887) |
| Lokovtz (Lokovtz 1871 na Zemljovid Slovenske dežele in pokrajin) | - |
| Lokovec, Lokovic (Laščik, Lokovec (Lokovic) 1893 na zemljevidu Tolmein) | Laščik (1893) |
| Loccoviz (Loccoviz 1914 Zgodovinski atlas) | - |
| Lokovce (Lokovce 1915 na zemljevidu Österreichisches Küstenland Gorz u. Gradiska – Istrien u. Triest – Kärnten u. Krain; Lokovce, Lascik 1915 na zemljevidu Oestl. Dolomiten, Karnische- u. Julische Alpen, Görz, Kustenland, Friaul und oberitalienische Ven...)                                                                            | (1915: /); Lascik (1915) - dva različna zemljevida |
| Lokovetz, Locovizza, Locaviz (Locaviz in Altipiano del Laschek, Lascik, Pianoro Lascek 1915 v Geografskem terminološkem slovarju) | Altipiano del Laschek, Lascik, Pianoro Lascek (1915) |
| Locovez (Ročni zapisnik 1923, Zveza jugoslovanskih učiteljskih društev Julijske krajine) | - |
| Locavizza di Canale (Locavizza di Canale, Monte Lasce 1950 na zemljevidu Državna topografska karta Jugoslavije 1:25.000, italijanska izdaja) | Monte Lasce (1950) |
| Lockawitz (v nemščini; glej Wikipedia, Lokovec - jezik bosanščina, 2019) | - |
| Jožefinski kataster (Državni arhiv Gorica, Italija): LOCOVIZ (Locavizza di Canale) - toponomastični in kartografski zapisi: 1818 - Loccaviz; 1873 - Lokovec (Lokoviz; 1902 - Lokovec; 1918 - Loccavizza; 1929 - Locavizza di Canale; 1931 - Locavizza di Canale; 1950 - Locavizza di Canale; 1930 - Locavizza di Canale; 1917 - Lokovec      | - |

Gorenji, Srednji, Dolnji Lokovec in (samo) Lokovec po 2. SV: Po vrnitvi Primorske k Sloveniji/Jugoslaviji 15. 9. 1947 so bili določeni novi upravni okraji in volilne enote (UL LRS 1947). Tretja volilna enota v Okraju Gorica je obsegala tudi ozemlje KLO Gornji Lokovec in Srednji Lokovec. 
Časopis Nova Gorica I/1 (8.11.1947) objavi za Okraj Gorica, da v 3. volilno enoto spada ozemlje KLO Gorenji Lokovec in KLO Srednji Lokovec. Spodnji Lokovec ni omenjen. Ločeno so vsi trije Lokovci omenjeni v naslednjih številkah tega časopisa v pogostih člankih o gradnji zadružnih domov.
Zakon o upravni razdelitvi LR Slovenije (UL LRS 1948) določi za okraj Gorica dva Lokovca: Dolnji Lokovec (združena Dolnji L. in Srednji L.) in Gornji Lokovec. Z Ukazom o spremembah in dopolnitvah Zakona o upravni razdelitvi LR Slovenije ( UL LRS 1949) se (med drugimi) preimenuje kraj Dolnji Lokovec v Srednji Lokovec, ki obsega naselji Dolnji Lokovec in Srednji Lokovec.
Bosanska različica Wikipedie v članku o Lokovcu navaja, da se ime Lokovec za naselje uporablja od leta 1952, ko sta bili povezani naselji Dolnji Lokovec in Gornji Lokovec, ti dve poimenovanji pa ukinjeni. Srednji Lokovec ni omenjen.

### Zaselki
Ko so v AO leta 1770 delili hišne številke, se je za Lokovec številčenje le-teh začelo v Gornjem Lokovcu, v zaselku Lazna. Od tam so bile hišne številke dodeljene v smeri Srednjega in Spodnjega Lokovca do številke 105, kolikor je bilo takrat domačij v kraju. Za tem so zapovrstjo dodelili hišno številko za vsako novozgrajeno hišo ne glede na to, v katerem delu Lokovca je, in so za orientacijo relevantna postala imena zaselkov, največkrat istovetna z imenom domačij(e). V 18.in 19. stoletju je število prebivalcev naraščalo (l. 1858 je bilo v "Lokovitzu" 1483 prebivalcev in v kanalskem okrožju jih je imel več le Kal, manj pa tudi sosednji Čepovan, 1266) in v začetku 20. stoletja je bilo vseh domačij vsaj 250. Novo številčenje je izvedla Kraljevina Italija po 1. svetovni vojni v obratni smeri, iz Spodnjega v Gornji Lokovec, tako da je bila prej hišna številka 1 po novem 236. Zadnje številčenje je bilo izvedeno po 2. SV v Jugoslaviji po enaki metodi kot drugo, domačij pa je bilo zaradi odseljevanja in posledic vojne vsaj 20 manj (npr. domačija najprej št. 1, nato 236, nazadnje 225, najvišja hišna številka pa 227).
V Specialnem repertoriju krajev na Avstrijsko-Ilirskem Primorju izdelanem na osnovi popisa prebivalstva 31.12.1890 so naslednji statistični podatki:
- število hiš: 234 s 1435 prebivalci (Dolenji L: 28 hiš, 184 prebivalcev; Srednji L.: 91 hiš, 565 prebivalcev; Gorenji L.: 115 hiš, 686 prebivalcev)
- Dolenji Lokovec, zaselki (število hiš/prebivalcev): Bric na koncu (3/16), Gorjup (3/28), Hvalič Mamec (3/23), Kolenec (1/8), Lipovšček (5/23), Na Lavtercah (2/21), Pri Lembih (5/19), Rojic (3/25), V Meji (3/21)
- Srednji Lokovec, zaselki (število hiš/prebivalcev): Hudojužna (2/12); Hum (4/28); Kremenovec (5/35); Krogar (2/11); Na Dolu (4/29); Na Medriji (4/22); Na Ravnini (5/29); Na Stajah (3/25); Na Vranovčah (4/29); Podklopnik (2/16); Podlazar na brdu (5/22); Podugar (4/19); Pod Vrtom (5/27); Pri Černiču (3/26); Pri Pavelnu (5/25); Pri Žagarju (3/26); Rut Zahosto (6/30); Travno Brdo (3/11); V Dragi (4/24); V Gozdu Škatlar (6/46); V Klanci (2/13); Za Hateščem (3/20); Za Mejo (2/8); Zakoprivnik (5/32)
- Gorenji Lokovec, zaselki (število hiš/prebivalcev): Beznica (3/21), Bostonovšče(5/36), (skupaj) Kladar – Lomar – Na Robu (Robar) – Pečan – Pod malim hribom – Podsalovje - Pri Kavčiču (Zabalič) – V Čelih (Murovec) – V Klancih (9/60); Lazna (6/32); Na Brdu (3/18); Na Dolini (5/38); Na Prevalu (6/35); Novo mesto (7/43); Penj (3/21); Pisk Grosarji (6/31); Podšpik dolenji (4/15); Podšpik gorenji (2/11); Pogorišče (4/19); Poklon (10/56); pri Pavčičih (4/34); Pri Valentinih (8/42); Senovik dolenji (7/31); Senovik gorenji (4/24); Špilenca (5/24); V Čevčih – Črče (4/26); V Vrhu (2/13); Za Vrhom (8/56)

Obrazložitev nekaterih poimenovanj (toponimov): V Čevčih: Čerče/Črče (črča je senožet na črtu, kjer so izsekali gozd in napravili laz); Na Medriji: Medrije je po staroslovensko "med dverjem" in se uporablja za starodavni način pastirskega gospodarstva (po ustnem izročilu so "pred vekovi" na tej mikro lokaciji bivali pastirji) je zapisal Tuma H. leta 1920 v članku Na shod v Čepovan

### Ceste
Razvoj cestnega omrežja po Lokovški planoti je mogoče spremljati z vpogledom v digitalizirane katastre od 17. stoletja dalje.  V 3. zvezku   Slovenija na vojaškem zemljevidu 1763–1787 so za vojaške potrebe zapisali: "Področje Lokovec in področje Vrat. Poti: Poti so zelo slabe in naporne, pa vendarle v skrajni sili prehodne za tovorne konje."  V poročilu Deželni odbor poroča deželnemu zboru poknežene grofije Goriške in Gradiške o tem, kaj je opravljal od konca zadnje sejne dobe do 6. 4. 1875 , je "opazka: Občina Lokovec je prosila dovoljenja, da sme naložiti 182% k izravnim davkom v službah za popravljanje občinskih poti. Toda ker je podana pritožba proti dotičnemu sklepu, se nij še potrdil ta priklad." V odročnejših predelih Lokovca so še vedno stranske in gozdne s kamnom utrjene poti v stanju, kot so bile zgrajene ob naseljevanju, in svojevrstna krajinska dediščina. Razpršena poselitev Lokovške planote ostaja izziv za zagotavljanje dostopnosti in prehodnosti.  

### Arheološka najdišča
V arheološki kataster Slovenije  je vpisano najdišče na zahodnem pobočju hriba Senebik (1059 m) v Gornjem Lokovcu, kjer je bila najdena dvoramna bronasta fibula. (Prva omemba: Mlinar M., Žbona Trkman B., 2008, Banjška planota in Trnovski gozd v luči najnovejših arheoloških najdb, Goriški letnik 32, 9-22) 
Na prisotnost človeka na Banjški in Lokovški planoti že v pozni bronasti dobi (9. do 6. stol. pr.n.š.) opozarjajo imena krajev, ledin in višin ter cerkvenih patrocinijev. Območje prepredajo stare povezovalne poti po naravnih prehodih iz Goriške ravnine in Vipavske doline prek Grgarske kotline in Banjško-Lokovške planote proti zahodu in naprej proti predalpskem svetu severne Italije in Furlanski nižini, po Čepovanski dolini v dolino Idrijce ter v zgornjo Soško dolino in prek Trnovske planote in Nanosa v celinsko Slovenijo še iz časa pozne bronaste in železne dobe. Na morebitno utrdbo utegne opozarjati tudi hrib z značilnim imenom Lašček, je leta 1974 v Arheološkem vestniku (Banjška planota - arheološka terra incognita?) zapisal Franc Truhlar. 
Ostale znane najdbe: 
- bronasta plavutasta sekira, najdena leta 1994 na JV delu Banjšic na meji z Lokovcem med vzpetinama Smrdikovec in Volnik
- prazgodovinska sekirica, najdena leta 1997 na območju zalednih barak iz 1. SV na meji z Lokovcem pod vzpetino Biškovec V od zaselka Podlešče
- kovanec za 6 krajcerjev z letnico 1800[69] najden leta 1976 na kmetijski površini v zaselku Pri cerkvi v Srednjem Lokovcu

### Spomenik lokalnega pomena - nepremična kulturna dediščina
Nepremična kulturna dediščina - spomenik lokalnega pomena je skupina objektov cerkljansko škofjeloškega stavbnega tipa iz 19. stoletja na samotni domačiji v Gornjem Lokovcu (Lazna, h. št. 220). (Odlok o razglasitvi kulturnih in zgodovinski spomenikov ter naravnih znamenitosti na območju občine Nova Gorica, Uradno glasilo (Gorica), št. 8/85-275)

### Sakralna dediščina
V Register kulturne dediščine so vpisane: 
- Cerkev Sv. Petra in Pavla stoji v Srednjem Lokovcu, v vaškem jedru, na nadmorski višini 875 m. Lokovec je bil samostojna župnija, sedaj pa je podružnica[70] Župnije Grgar. V sklop podružnice spada tudi kapela Srce Jezusovo v Gornjem Lokovcu. Cerkev je bila sezidana na prelomu 18. in 19. stoletja. Na kropilnem kamnu ob vhodu v cerkev je vklesana letnica 1800. Skupnost je bila takrat že tako razvita, da je izpolnjevala pogoj sposobnosti vzdrževanja cerkvenega objekta in duhovnika (vikarja). V cerkvenem pogledu je območje spadalo pod nadškofijo v Gorici. Leta 1820 je bil novi videmski škof mons. Emanuele Lodi na pastoralnem obisku v San Leonardu. Vikar don Leonardo Trusnigh mu je poročal tudi o kaplanu Antoniu Sdraulighu[71] v Lokovcu (Locoviz) v goriški škofiji. Cerkev v Lokovcu je 5. julija 1825 goriško-gradiščanski škof Jožef Walland posvetil svetima apostoloma Petru in Pavlu[72] [73], ki godujeta 29. junija. Za svojega zavetnika so si sv. Petra običajno izbrali kamnarji, zidarji, ribiči, čolnarji, kovači in drugi obrtniki, sv. Pavlu pa se zaradi njegovega tkalskega poklica priporočajo tkalci, vrvarji, izdelovalci preprog, pletarji in sedlarji. Včasih je veljalo, da je vas s cerkvijo posvečeno prvakoma apostolov sv. Petru in Pavlu - "mali Rim". Sprva je bila kaplanija, nato vikariat kanalske župnije, v župnijsko cerkev je bila povišana 17. septembra 1936. Masivno zgradbo sestavljajo in si v vzdolžni osi sledijo zvonik, pravokotna cerkvena ladja in tristrano zaključen prezbiterij z močno posnetimi robovi. Glavni baročni oltar so pripeljali iz Trsta. Na desni strani prezbiterija stoji zakristija. Cerkev ima vzhodno geografsko lego. Zidana je z grobim apnenčastim lokovškim kamnom. Okoli cerkve je obhodni prostor, ograjen z obzidjem in več vhodi oz. izhodi. Eden vodi na pokopališče. Temeljito je bila restavrirana leta 1931, deloma pa leta 1958 oz. leta 1961.[74] Od leta 2001 ima cerkev orgle z enim manualom, izdelane leta 1973 na Nizozemskem in naročene pri priznanem mojstru Antonu Škrablu[75] iz Rogaške Slatine. V cerkvi sta od leta 2010 tudi unikatna z lokalnimi simboli povezana daritvena miza in ambon, rezultat sodelovanja lokalne oblikovalke in kovača. Nekdanje župnišče, farovž, ki ga je leta 2024 odkupila MO Nova Gorica, prav tako vpisano v RKD, je nadstropna iz kamna zidana stavba pravokotnega tlorisa z dvokapno streho. Kamniti okenski okvirji in portali so razporejeni po oseh v pravilnem rastru. Glavni vhod je na pročelju. Pred objektom je vrt, zadaj je štirna. Stavba je bila zgrajena pred letom 1822. Nahaja se v Srednjem Lokovcu, v neposredni bližini cerkve. V stavbi pod okriljem KTD Lokovec v pritličju deluje Mali kovaški muzej s kovačijo, zgornji prostori pa so urejeni za stalne razstave o izročilu domačega kraja in dogodkih, ki so zaznamovali kraj. "Na zvoniku cerkve sv. Petra in Pavla, na vogelniku desno od vrat je vklesana letnica 1813, pod njo pa ime: A REIZ. Ker v lokovških matičnih knjigah ni najti sočasnega duhovnika s tem imenom, se je na zvoniku verjetno podpisal zidarski mojster, ki ga je zgradil. Ta bi utegnil biti iz bližnjega Kanalskega Loma, kjer sta v tistem času na domačiji pri Kovaču s hišno številko 15 (danes 27), živela Anton Rejc, ki se je rodil l. 1750 ter njegov sin Andrej, rojen l. 1787. Na lokovškem zvoniku se je najverjetneje podpisal oče Anton Rejc." (vir: knjiga Božidar Premrl: Špički, špičkarji, kamnarji, zidarji - Kamen in njegovi mojstri na Trnovski in Banjški planoti ter v okolici).

- Kašča na domačiji Na Prevali v Gornjem Lokovcu: Zidana kašča ima strmo dvokapno streho. Na zatrepni in vhodni fasadi so slabo ohranjene poslikave. Vogalni kamen nosi letnico 1818. V nadstropju, do katerega vodijo stopnice, je urejen prostor za bogoslužje (kapela Srce Jezusovo).
- Mokrinova kapelica se nahaja v Spodnjem Lokovcu pred križiščem za Srednji Lokovec. "Kapelico je leta 1952 neznanec podrl, a je bila v začetku devetdesetih let 20. stoletja iz ohranjenih delov ponovno pozidana približno petnajst metrov proč od prvotne lokacije. Na zidanem kamnitem podstavku je plitva niša z okvirjem iz klesanega kamna, zaključenim s segmentnim lokom. Dvokapna streha kapelice, ki je bila prvotno krita s kamnitimi ploščami, je zdaj krita s korci. Sredi trikotnega čela nad nišo je vklesan monogram IHS, ob straneh pa so deljena letnica 1901 in inicialki M. M., ki označujeta Matevža Mokrina, naročnika kapelice, z bližnje Mokrinove domačije.[76]" V niši je relief Svetogorske Matere božje. Avtor je kipar Zmago Posega (ok. 1991). Nišo zapirajo kovana vratca. "Postavljena je bila po slovenskem običaju, da se napravi kapelica na mestu, kjer se na poti v vas prvič zagleda zvonik tamkajšnje cerkve. Takemu mestu so nekdaj rekli Na poklonu. Ker se z Mokrinovega sveta ob cesti iz Čepovana (Puštale) v Lokovec prvič ugleda lokovško cerkev, je dal Matevž M. leta 1901 napraviti kamnito kapelico in vanjo postaviti visok lesen kip sv. Kvirina, zavetnika živinorejcev, v škofovski opravi[76]."
- Znamenja:
  - znamenje nasproti domačije Lipušček v Spodnjem Lokovcu iz 19. stoletja: Na naravno skalo je postavljena večja niša s kamnitim, polkrožno zaključenim okvirjem in kovanimi vratci, pokriva jo kamnita dvokapnica. V niši je razpelo, pod njo pa je prazno napisno polje.
  - znamenje pri Benškarjih v Spodnjem Lokovcu ob glavni cesti, severno od domačije Lipušček: Majhna hišica s trikotno zaključeno nišo, sklesana iz enega kosa, je postavljena na kamnit podstavek naravnih oblik na naravni skali. V niši je Marijin kipec, na slemenu novejše opečne dvokapne strešice pa kamnit križ. V niši je reprodukcija Svetogorske Matere božje. Kapelica je bila postavljena leta 1920 v zahvalo za srečno vrnitev iz prve svetovne vojne.
  - znamenje v Lazi v Gorenjem Lokovcu nad cesto južno od hiše Pri Hrvatu: Na kamnitem podstavku stoji "zanimivo in nenavadno znamenje, narejeno iz enega kosa krajevnega apnenca. V gornjem ločno zaključenem delu znamenja je enako oblikovana niša z novejšim Marijinim kipcem, zaprta z železnimi vratci. V zadnji steni niše je vklesan preprost križec. Celotno lice znamenja je okrašeno s preprostim, a izvirno oblikovanim geometrijskim okrasjem, spodaj pa je v poglobljenem napisnem polju vklesana letnica 1907. Lokovško ustno izročilo pravi, da ga je sklesal domačin, štancar samouk Alojzij Murovec, po domače Šmonov Luíž, v gmajni za Laščkom, kjer je menda ostalo še njegovo nedokončano korito za prasce. Znamenje je postavil na tisto mesto, ker je tam vsak večer iz svoje hiše videl neko luč, kar je imel za znak, da mora ondi nekaj napraviti. Po drugi verziji pa je na tistem kraju strašilo.[76]"

### V Register nepremične kulturne dediščine so vpisani tudi zbiralniki meteorne vode:
- Vodni zbiralnik v Spodnjem Lokovcu: Okrog 5 krat 10 metrov velik in 4 metre globok betonski med leti 1947 in 1950 zgrajen tipski vodohran zbira kapnico iz bližnje hiše in nekdanje osnovne šole. Na obcestni strani so stopnice. Stranske stene so zidane iz kamna. Na površini je ročna litoželezna črpalka, zračnik in trije pokrovi (jaški).
- Vodni zbiralnik v Srednjem Lokovcu: V letih med 1947 in 1950 v zaselku Pri cerkvi zgrajen tipski betonski zbiralnik vode z jaškom za filtriranje kapnice, ki se zbira s strehe cerkve Sv. Petra in Pavla. Ima ločen jašek za izpust viška vode. V nadkritem delu je litoželezna črpalka s posodo in zračnik. Na vzhodni strani je obdan s kamnom.
- Vodni zbiralnik v Gornjem Lokovcu: Ob cesti nad Špilnikom (nad Domom krajanov, prej zadružni dom, trgovina in osnovna šola) pod Tomaževo domačijo je večji betonski zbiralnik vode zgrajen v obdobju med 1948 in 1950.
- Vodnjak Pri cerkvi v Srednjem Lokovcu: Vodnjak z okrog 6 m globoko cisterno za kapnico je zgrajen iz kamnitih kvadrov. Zgornji del je krožnega tlorisa in sestavljen iz kamnitih blokov na okroglem podstavku. Na prednji strani je stopnica. Ima kovan nosilec za vreteno. Vodnjak stoji na vaški cesti med hišami in je ob izgradnji pripadal edini domačiji v vaškem jedru (tudi krčmi takrat Pri mežnarju, s priimkom najprej Šuligoj, vmes Humar in spet Šuligoj, nazadnje Winkler). Na štirni je letnica 1892 in inicialki BW - Blaž Winkler, s Trnovega v Lokovec k hiši Pri mežnarju poročen leta 1871, ko je gospodarica Marija ovdovela po Štefanu Šuligoju Mežnarjevemu, ki je umrl v požaru. "Šterma" je omenjena tudi v knjigi Božidarja Premrla, Špički, špičkarji, kamnarji, zidarji - Kamen in njegovi mojstri na Trnovski in Banjški planoti ter v okolici[76].
- Štirne na lokovških domačijah: V Register kulturne dediščine je vpisanih več kot 20 domačij iz vseh treh Lokovcev, ki imajo v sklopu objektov stavbne dediščine tudi kamnite zbiralnike deževnice - štirne.

### Staroverstvo

#### Kačarsko izročilo o tročanu[77]
"Kačarsko izročilo je celostni način življenja, ki je nekoč obstajal na ozemlju zahodne Slovenije. Sklepamo lahko, da sega tisočletja v prazgodovino, pa tudi v zadnjem tisočletju je še imelo pomembno vlogo v življenju ljudi. Na območju Lokovca in sosednjih vasi so še ohranjene nekatere naravne lokacije, ki omogočajo prepoznavanje mitske krajine, ker se nanje nanašajo ohranjeni deli izročila." beremo v digitalni enciklopediji DEDI. Ena od "glav" starovercev je Črna glava (826 m) , vrh na južnem robu Lokovške planote, na tromeji krajevnih skupnosti Lokovec, Grgarske ravne-Bate in Čepovan. 

#### Med hribi kačjih glav
Dokumentarec Med hribi kačjih glav prikazuje »pretekla« verovanja, izročila in način življenja na Lokovški planoti. V njem je predstavljeno zbiranje izročila o kačjih kamnih, zgodba o kačji ribi, prikazuje staroverski odnos do kač in njihovo simboliko, pa tudi odnos do narave nasploh. Etnološki dokumentarni film režiserke in scenaristke Hanke Kastelicove, scenarista Jadrana Sterleta in direktorja fotografije ter snemalca Bojana Kastelica je nastal leta 2004 v produkciji RTV Slovenija in je prosto dostopen.

#### Pavel Medvešček (1922-2020)[79]
Pavel Medvešček je bil varuh najbolj osupljivih skrivnosti prostora na SZ Slovenije, tudi lokovških. Uspelo mu je pridobiti zaupanje starovercev. Medveščkovi pripovedovalci vedno znova omenjajo tročan, številni staroverski predmeti pa nosijo podobe trikotnika, ki je geometrijsko podoba tročana. Pomemben položaj v staroverskem obredju zavzema kačja glava. Kačje glave so kamni iz narave, ki so ji po obliki podobni. Včasih so vanje izdolbli luknje za oči ali dodali podrobnost, da je bila bolj razpoznavna. Imela je vpliv na plodnost in varnostno funkcijo. 
Pavel Medvešček je bil pomemben deležnik pri raziskovanju in dokumentiranju staroverskega izročila Lokovcev (Kačarsko izročilo o tročanu, Med hribi kačjih glav, Iz nevidne strani neba) in običajev (pustovanje).

#### Skovaštvompovezansimbolizem,božanstva in miti
Nobeno drugo poimenovanje obrtnika ni v Evropi tako pogosto kot priimek Kovač (Kovač-ič, Kovač-ec, Kovač-ević, Kov-ič). Jezikovne različice besede kovač so prisotne med indoevropskimi in neinodevropskimi jeziki, ni jih pa med prajeziki, saj je kovaštvo pridobitev kasnejšega tehnološkega razvoja. Ne glede na to je kovač edini predstavnik rokodelskega poklica, ki ga najdemo med božanstvi. Kovači so in delajo z ognjem. Bili so poznavalci tehnoloških postopkov, ki so bili ljudem dokaj neznani, in zagotavljali so funkcionalne in dekorativne izdelke za preprostega človeka, lovca, kmeta, druge stroke, elito in vojsko. Pogosto so se v preteklosti znašli v vlogi zdravilca človeku in živalim. Zavedanje o odvisnosti od kovaškega znanja in veščin pri delu z železom je vplivalo tudi na to, da je človek po skoraj vsem svetu enega od kovaških mojstrovin, podkev, izbral za simbol sreče. Prav tako so v evropskem, azijskem in afriškem izročilu prisotna božanstva, povezana s kovači: slovanski Svarog (tudi Tvarog, Rarog, Rarach, Jarog, Svarun) - v času njegove vladavine "naj bi z neba padle klešče" - je bil bog kovaške umetnosti, njegov sin Dažbog bog sonca in sin Svrožič bog ognja in domačega ognjišča; germanski Thor, rimski Vulcan, grški Hephaestus (Hefajst) in hindujski Vishvakarma so običajno upodobljeni s kladivom; staroegipčansko božanstvo Ptah (bog stvarnik) je bilo zavetnik obrtnikov in arhitektov; baltski Teljavelis je skoval Sonce in ga dvignil na nebo; v nordijski mitologiji pa so kovači najpogosteje škrati. S kovaštvom so skoraj povsod povezana tudi nekatera božanstva ognja. Druga kovaška mojstrovina je rezilo nož, emblem z globokimi koreninami v človeški zgodovini, obredih, tradicijah, in orodje, ki je omogočalo preživetje, simboliziralo moč, prestiž, pogum, čast, spoštovanje, zaščito. Pojavlja se kot simbol dvojnosti: zaščita in agresija, delitev/ločitev, žrtvovanje/trpljenje, spretnost in uporabnost, metafizično in duhovno... Številni starodavni bogovi so imeli kot atribute orožje z rezilom. Med bogove noža se uvrščajo: Tyr (ali Tew) - anglosaški bog bojev, po katerem je dobil ime torek (Tuesday); Bel (Belenos) - Keltski bog sonca, "Od sijočega rezila"; Hefajst - grški bog vseh, ki delajo s kovino; in najpomembnejši, Bes, egipčanski bog, ki je bil morda starejši od kultur, ki so gradile piramide. Debel in pritlikavi Bes je bil bog navadnega človeka, zaščitnik doma in njegov glavni atribut je bil nož, ki se je uporabljal kot obrambno orožje. 

### Skupnostni običaji, povezani skrščanstvom
Rimskokatoliška cerkev je za potrebe širjenja krščanstva uvedla veliko praznikov, med katerimi je več takšnih, ki se časovno in deloma tudi simbolično navezujejo na poganske običaje. Druženje prebivalstva ob teh priložnostih je sčasoma preraslo v običaj, marsikje sprejet tudi med neverujočimi. Skupnostni običaji so postali: zakramenti (krst, obhajilo, birma, poroka (zakon), pogreb), okrasitev in ureditev cerkve, pokopališča in domov ob krščanskih praznikih (dan mrtvih - vsi sveti, velika noč, božič - jaslice), praznovanje cerkvenih zavetnikov sv. Petra in Pavla - 29.6. (sejem; na dan svete maše s prošnjo procesijo domačini ohranjajo običaj postavitve zunanjih cvetličnih oltarjev) in sejem na nedeljo Rožnega venca. Tradicija, ki se ni ohranila, sta bila vsaj dva sejma letno, konec pomladi in pred zimo, ki sta privabila tako ponudnike kot kupce tudi od drugod, in domačinom omogočila prodajo viškov ter oskrbo z blagom, ki ga sami niso proizvedli. Sejem rožnega venca je še vedno tradicija v nekaterih krajih bližnje Benečije - v San Donà di Piave, Breonio (kjer ohranjajo tudi kovaško izročilo), Segusino - in drugod po Italiji, Avstriji in Nemčiji, a še ni ugotovljeno, od kod se je prenesel v Lokovec.

## Etnološka dediščina, tradicionalne obrti

### Oglarjenje
Za lovci in sezonskimi pastirji so na Lokovško planoto v času razvoja rudarstva, železarstva, fužinarstva in glažutarstva prišli gozdarji in oglarji. V 18. stoletju so bili gozdovi okoli dolin Idrijce in Trebušice zaradi potreb idrijskega rudnika in glažutarstva po lesu in oglju ter Benečanov po lesu za vesla, jambore in plovila, v pretežni meri posekani. Nosilci teh dejavnosti so iskali lesno surovino v sosednjih gozdnatih območjih, kakršno je bilo takrat na Lokovški planoti, kjer je zapisan Loccavizer Wald - Lokovški gozd tudi še na vojaškem zemljevidu Illyria 1829-1835. V času, ko je bilo za koriščenje surovin potrebno najprej poiskati naravne oziroma zgraditi nove prometne povezave, so oglarji (in kmeti, kmeti-oglarji, kmeti-kovači) prišli v Zgornji Lokovec iz severnih in severovzhodnih predalpskih dolin preko Grudnice in Kanalskega Loma, v Spodnji in Srednji Lokovec pa iz Grgarja, Čepovana in z Banjšic. Na spodnji del planote naj bil prihajali tudi iz sorazmerno oddaljenega Lokavca pri Ajdovščini. Fužine v dolini okoli Hublja in Vipave so bile v 17. pa vse do konca 18. stoletja pomembne za širši gospodarski razvoj, tudi za tamkajšnje kovačnice, in so prav tako potrebovale velike količine oglja, ki jih samo iz Trnovskega gozda zaradi njegove slabe prehodnosti niso uspeli pridobiti. Možno je, spet po priimkih sodeč, da so oglarji v lokovške gozdove prišli tudi s Trnovske planote, ker so tam in v Trebuši za glažutarstvo potrebovali pepeliko, ali pa so prišli iz Goriške in Furlanije. Ob razpršenih kopiščih so prišleki postavili oglarske barake – kolperje, ki so postali njihova začasna bivališča. Ker so tu ostajali večji del leta in se je s posekom gozdov širila površina za kmetovanje in bivanje, so si v bližini kopišč začeli graditi najprej lesena, kasneje pa kamnita domovanja. Razpršena kopišča, razpršene izkrčene površine in razpršene nove kamnite hiše/domačije so postale posebnost krajine. Naselje je dobilo razloženo naselitveno strukturo, ki se je obdržala do danes. Na prelomu 18. in 19. stoletja je intenzivno izkoriščanje gozdov privedlo do tega, da je avstrijsko cesarstvo sprejelo zaščitne ukrepe in fužinam ter glažutam prepovedalo uporabo oglja in pepelike, zato so številne prenehale z obratovanjem. S tem pa oglarjenje na Lokovški planoti ni zamrlo. Oglje so z dovoljenjem oblasti še vedno kuhali domači kovači za svoje majhne kovačije ter za prodajo v mesta. Po 1. SV se nova država Italija varovanju gozdov ni posvečala. Vsak kovač je za svoje potrebe pripravil in skuhal do dve kopi letno. Tistim, ki niso kovali in so imeli več gozda, je oglarjenje prinašalo pomemben zaslužek in so oglje kuhali vse leto. Sredi petdesetih let dvajsetega stoletja, ko je bilo v Lokovcu kovaštvo na vrhuncu, so se tudi potrebe po oglju povečale. S povezovanjem kovačev v zadrugo in kovanjem v skupni kovačnici ter z uporabo koksa (v sedemdesetih letih 20. st.) se je obseg oglarjenja bistveno zmanjšal. Domačini in okoličani ter KTD Lokovec že tretje desetletje skrbijo, da se na Lokovški planoti spet skoraj vsako leto kadi iz vsaj ene kope. Leta 2025 so v kraju izvedli množično obiskan mednarodni etnološki dogodek, prižig evropske oglarske kope s sporočilom miru (ob srečanju oglarjev Slovenije in predsedstva Evropske oglarske zveze).  
Veščine oglarjenja so vpisane v Register nesnovne kulturne dediščine. Slovenski oglarji se povezujejo v Društvo oglarjev Slovenije  in v Evropsko oglarsko zvezo.

### Kamnita gradnja, apneničarstvo,tesarstvo, slamokrovstvo[91]
Gradivo za kamnite hiše, gospodarske objekte in štirne, apnenec, lapor, glina, apno, so priseljenci jemali iz okolja, o čemer je ohranjeno ustno izročilo in lokalna ledinska imena lokacij. Nekateri so postavili apnenice (frnaže) in žgali ali kuhali apno, potrebno pri gradnji. O kamnolomih ni podatkov. Še nedolgo nazaj je bil med lokacijami z dovoljenjem za izkoriščanje mineralnih surovin (tehnični kamen - apnenec) površinski kop Malin Dol v Spodnjem Lokovcu, ki je sedaj zaprt. 
V knjigi Špički, špičkarji, kamnarji, zidarji - Kamen in njegovi mojstri na Trnovski in Banjški planoti ter v okolici avtor Božidar Premrl na osnovi ustnih in pisnih virov, terenskega dela, raziskav listinskega in fotografskega gradiva in ob pomoči informatorjev predstavi kamnoseke in zidarje, domačine, mojstre iz Grgarske kotline, Čepovanske doline, Banjške, Lokovške in Trnovske planote, njihove izdelke in ohranjeno stavbno in kamnoseško dediščino, tudi v Lokovcu.   
V 18. stoletju je bila v širšem okolju večina kmečkih hiš pritličnih in lesenih, in je veljalo, da so le bolj podjetni že bivali v zidanih hišah z več ločenimi prostori, ki so zagotavljale večje udobje in višji bivanjski standard. Takšne so tudi ohranjene najstarejše hiše in gospodarski objekti na Lokovški planoti. Prve kamnite hiše so bile bajte, za katere so bile potrebne tesarske veščine, tiste zgrajene v 19. stoletju so že "tipske", škofjeloško-cerkljanske arhitekture, vključno z gospodarskimi poslopji, in krite s slamo, ne z lesom kot v alpskem svetu, in ne s kamnom kot na krasu. "Zaradi posebnih naravnih pogojev so se na posameznih območjih Slovenije razvile geografsko značilne tehnike kritja streh s slamo, ki so narekovale izbor vrste in kakovosti slame ter tehniko njene priprave, strešni naklon objekta in tehniko kritja ali vezave. Za kritje streh s slamo največkrat uporabljajo rž, pšenico in piro, v preteklosti pa so tudi ržado (križanec med pšenico in ržjo). Ob pravilni izvedbi je takšna kritina dolgotrajna (25–40 let), trpežna in ekološko neoporečna." Danes je postopek drag in s slamo kritih objektov je vedno manj, za Lokovčane pa je bil v preteklosti najboljša izbira s funkcijo zbiranja meteorne strešne vode preko lesenih žlebov v štirne. 

### Kovaštvo, nožarstvo, žebljarstvo
Lokovška planota nima železove rude niti tekočih voda, a se je prav tu razvila svojevrstna inovativna tehnika kovanja temelječa na sili človeških rok in nog. Lokovški kovači so zasloveli s kovanjem žebljev (cvekov), svedrov in rezil, od katerih je najbolj znan fouč (pipec). Razvoj kovaštva na Banjško-Lokovški planoti je podrobno opisan v razpravi Kovaštvo na Banjški planoti, J. Mrak, o prodaji železnih žebljev in pipcev z Goriškega po vsem Balkanskem polotoku pa piše Rutar S. v poglavju Trgovine, knjiga Slovenska zemlja - opis slovenskih pokrajin, poknežena grofija Goriška in Gradiščanska (1892). 
Kovači žebljev (cvekarji) so se po zemeljskem plazu okoli leta 1320 iz koroških Borovelj najprej naselili v Tržiču, od tam pa v Kropo, Železnike in Kamno gorico. Izdelke so preko Bače in Črnega vrha prodajali v Idrijo, na Laško (v Videm, Trst, Benetke) in na Hrvaško (Reka). Žeblji so bili za slovensko železarstvo ena izmed pomembnejših skupin izdelkov. Izdelovali so jih v žebljarski kovačnici – vigenjcu. Surovino za kovaške izdelke so zagotavljali lastniki rudnikov na Koroškem in le manjše količine so prihajale tudi iz Trente, kjer so železovo rudo kopali od 16. do druge polovice 18. stoletja ("Železne palice iz Trente bile so znane po vseh primorskih kovačijah."). Trgovina s surovino in izdelki med takratnimi deželami Koroško, Kranjsko in Ljubljano je bila količinsko omejena in obremenjena z mitninami in davki, kar je morda prispevalo k širitvi kovaštva na Lokovško planoto v takratni Goriški. S tem sta se tudi skrajšala čas in pot do kupcev. Domačini in priseljenci so v veliko primerih že ob gradnji nove hiše vedeli, da bo dejavnost domačije tudi kovaštvo, saj so bile kovačnice sestavni del glavnega bivanjskega objekta, običajno v pritličju. Manj pogosto je bila kovačnica samostojen manjši objekt. V času, ko se je v Lokovcu razvijala kovaška, nožarska in žebljarska obrt in je večina kovačev tudi oglarila in se samooskrbovala z gorivom za kovačije, viške pa prodala, je v okolici les kot energent potrebovalo na Gorenjskem fužinarstvo, v Trebuši in na Trnovski planoti pa glažutarstvo. Kovačnice so bile po rokodelskem redu Karla VI. iz leta 1719 organizirane v cehe, ki jih je potrdila tudi Marija Terezija leta 1748. Bile so specializirane za žebljarstvo, nožarstvo, ključavničarstvo, izdelavo kos, vil in sekir ter orodij in pripomočkov za rudnike. Kovaško panogo je na prelomu stoletja začasno prizadela Napoleonova okupacija. Do industrijske revolucije in izuma strojev za izdelavo žebljev, so žeblje kupovale tudi ladjedelnice in gradbeniki (tudi za gradnjo železniških prog), v drugi polovici 19. stoletja pa so se morali kovači preusmeriti v druge kovane izdelke. Imeli so znanje in izkušnje, zato ne preseneča, da se je že sredi 19. stoletja v Lokovcu izdelovalo kotle, ogrodje za zidane štedilnike (šporget), do pred 2. SV igle in čolniče za šivalne stroje, stenske ure, kavne mlinčke... Izdelovali so orodja za obdelavo kamna, svedre za lesene cevi, izdelke in sestavne dele potrebne zidarjem in mizarjem pri gradnji, kmečko orodje in pripomočke. Pred in med 1. SV je AO potrebovala bolj trpežne ročno kovane žeblje za vojaške čevlje. Dokumentirano je dogovarjanje, da naj bi pri zagotavljanju milijonskih količin takih žebljev sodelovali tudi lokovški kovači. Če zaradi Soške fronte ne bi mogli delati, so jih bili člani zadruge Kropa in Kamna gorica pripravljeni vzeti tudi k sebi v delavnice in jim zagotoviti bivališča. Razvoj, vzponi in padci ter zaton kovaštva na Lokovški planoti so bili v marsičem podobni usodi kovaštva na Gorenjskem    , dodatna pa je okoliščina, da je bila Primorska in z njo Lokovška planota med obema vojnama v prvi polovici 20. st. območje vojaških spopadov ter politično del Kraljevine Italije.  
Nad ohranjanjem izročila lokovških kovačev vse od ustanovitve bdi Kulturno turistično društvo Lokovec.  

#### Izdelovanje svedrov za cevovod iz črnega bora[107]
"Vrtanje borovih debel in izdelovanje lesenih cevovodov iz njih je del že skoraj pozabljenega tehniškega znanja, ki se je ohranilo na območju Trebuše. Na prelomu iz 19. v 20. stoletje je bilo tam postavljenih med 15 in 20 lesenih cevovodov. Temeljno gradivo za izdelavo lesenega cevovoda je deblo črnega bora. V deblo se vrta od 2,5 do 3 cm široke luknje z obeh strani hkrati. Svedra merita med 170 in 220 cm, njuno rezilo pa je dolgo od 10 do 30 cm. Po pripovedovanju domačinov v Trebuši je bilo največ takih svedrov narejenih iz cevi pušk iz prve svetovne vojne, izdelali pa naj bi jih bili kovaški mojstri z Lokovca."

## Družba in delo nekoč in danes[108]

### Kmetijstvoin dodatne dejavnosti na kmetijah v preteklosti[109][110][111]
Oddaljenost od pomembnejših prometnic in središč je privedla do tega, da so bili na Lokovški planoti dokaj samooskrbni in so znali marsikaj narediti sami. Obrt ni bila prisotna kot samostojna panoga, na večini domačij je bila sopotnica kmetovanju in gozdarjenju. Viške pridelkov, živali in izdelke so kmetje in samouki (pol)obrtniki prodajali sami, na vaških sejmih, ali so jih od njih odkupili trgovci iz okoliških večjih krajev. V različnih virih zabeležene dejavnosti so (bile): 
- Kmetijstvo: pašništvo in pastirstvo, živinoreja (prašiči, govedo, konji, osli in mule, drobnica, zajci, perutnina), poljedelstvo, tradicionalno zeliščarstvo[112] (zdravilstvo), poljedelstvo, vrtnarstvo, sadjarstvo, čebelarstvo
- Prehrambne stroke: sirarstvo, mesarstvo, pekarstvo, sušenje gozdnih sadežev in sadja
- Gozdno-lesne stroke[113]: lov[114], gozdarstvo in trgovina z lesom, oglarjenje, steljarjenje, smolarjenje, pletenje s srabotom in lesko (koši za seno in listje - steljo, oprtniki, koši in košare za pridelke)
- Gradbene stroke: suhogradnja (poti in ceste, suhi zidovi, lašte, štirne), kamnoseštvo (kamnarji), tesarstvo, žganje apna (apneničarstvo, frnaža), slamokrovstvo, zidarstvo, mizarstvo (stavbno in notranje pohištvo), postavitev šporgetov - štedilnikov (kovinski oz. kovaški in zidarski del)
- Kovinarske stroke [115][116]: kovaštvo, nožarstvo, žebljarstvo, urarstvo
- Usnjarske stroke: strojenje kož in usnja, čevljarstvo
- Tekstilne stroke: predenje, filcanje, pletenje, tkanje, šiviljstvo, krojaštvo, kleklanje[117] (čipkarstvo), vezenje
- Gostinstvo in turizem, trgovina: tovorništvo in prevozništvo (furmanstvo)[118], krčme, kmečka trgovina, sejmi (Dan sv. Petra in Pavla - 29.6., nedelja Rožnega venca), vodništvo po hribih

### Zadružništvo in skupnostno podjetništvo v preteklosti
- Kovaška zadruga Lokovec (Consorzio fra fabbri in Locavizza di Canale), vir: PANG (obseg gradiva 1912-1929[119] [120]) in Posojilnica pri Kovaški zadrugi Lokovec[121]; naslednje oblike organiziranja kovačev so zbrane v razpravi Kovaštvo na Banjški planoti avtorice Mrak J.[98].
- Druga mlekarska zadruga v Gorenjem Lokovcu (Seconda latteria consorziale Locavizza Superiore), vir: PANG (obseg gradiva 1917-1936)
- Mlekarska zadruga v Lokovcu (Latteria consorziale Locavizza di Canale), vir: PANG (obseg gradiva 1927-1928) in Zveza zadrug Gorica (Federazione Cooperative Gorizia), katere član je bila leta 1930 tudi Latteria Consorziale - Locavizza di Canale[122]
- Gospodarska zadruga na Banjšicah-Lošček* (Consorzio economico Bansizza-Loscek*)[122], vir: PANG (obseg gradiva 1927-1935), *ni zagotovo, ali je Lošček zaselek Lohke na Banjšicah ali vrh Lašček na Lokovški planoti - glej tudi knjižico Libro inventario Consorzio economico Bainsizza-Locca
- Čipkarska zadruga Čepovan, katere članice so tudi čipkarice iz Lokovcev, vpisana v Trgovinski register (gre v likvidacijo, UL LRS 1948)
- Okrajna gospodarska zadruga Čepovan se 1948 razdeli na 3 dele: Kmetijska NAPROZA Čepovan (Čepovan, Gornji Lokovec, Srednji Lokovec, Banjšice, Lokve, Trnovo), Ljudska NAPROZA Grgar (Grgar, Ravne, Ravnica) in Kmetijska NAPROZA Levpa (Levpa, Avče, Kal nad Kanalom), (vir: UL LRS 1948, časopis Nova Gorica 1948)
- Kmetijska zadruga Lokovec, Kmetijska zadruga Srednji Lokovec, Kmetijska zadruga Spodnji Lokovec, Kmetijska zadruga Gornji Lokovec [123]  (vir: UL LRS 1948, 1949)
- Obnovitvena zadruga z.o.j. Lokovec (vir: časopis Nova Gorica 1948, UL LRS 1954)
- Potrošniška zadruga Spodnji Lokovec (vir: Uradni list LRS 1949)
- Sirarna in sir Lokovčan: V začetku 21. stoletja je podjetniška pobuda za izdelavo sira Lokovčan povezala 16 kmetov, da so oddajali mleko v domačo sirarno. Sirarna je delovala od leta 2002 do 2012 v objektu "zadružni dom/dom krajanov" v Zgornjem Lokovcu. V najboljšem obdobju je zaposlovala štiri domačine in mesečno izdelala do dve toni sira in mlečnih izdelkov. Leta 2008[124] [125] so mlekarno obnovili in razširili, nekateri kmetje so povečali čredo, a stroški so naraščali bolj kot prihodki, kar je sčasoma privedlo do zaprtja sirarne. Od takrat kmetje oddajajo mleko v Mlekarno Planika Kobarid.

### Organizirane prostočasne dejavnosti v preteklosti
Organizacije civilne družbe:
- Sadjarsko in vinarsko društvo za Kanalski okraj (1894–1915) je aktivnosti na področju pospeševanja sadjarstva izvajalo tudi v Lokovcu[126] [127].
- Kmetsko izobraževalno društvo se za Lokovec navaja v Ročnem kažipotu za Goriško in Gradiščansko za leto 1911.

- Kovaški odmev, Pevsko izobraževalno društvo (vir: Ročni kažipot 1923)
- Kulturno turistično društvo Lokovec (ust. 2000)[128], prejemnik Murkove listine (2010), izvaja programe:
  - Mali kovaški muzej (zbirke, razstave, doživetja)
  - Center tehniške dediščine (tehniška, etnološka, krajinska in naravna dediščina)
  - Ljudsko petje in narečna govorica: Domači pevci iz Lokovca, Vesel Garejnkančane
  - Prireditve, dogodki; publicistika, avdio in video ko-produkcija; pohodništvo

Skupnostna oz. družbena infrastruktura - zadružni domovi: 
- Projekt gradnje zadružnih domov je bil spodbujen s političnega vrha nove Jugoslavije in se je začel decembra l. 1947. V obdobju petih let v času povojne rekonstrukcije in splošne družbene modernizacije so z množično mobilizacijo ter prostovoljnim in udarniškim delom zgradili tisoče zadružnih domov. Na območju Slovenije je bila načrtovana razpršena mreža 523 zadružnih domov, v načrtovanem obdobju pa zgrajenih več kot 350. Kraji so pri tem, kdo bo hitreje (z)gradil, med seboj tekmovali. Značilnost zadružnih domov je ustvarjanje notranjega javnega prostora kot osrednjega družabnega prostora krajanov ter stičišče različnih dejavnosti: upravne, šolske, gospodarske in društvene.
- V Lokovcu naj bi bila zgrajena dva zadružna domova, en v Gornjem in en v Srednjem Lokovcu. Zgrajen je bil le danes Dom krajanov v Gornjem Lokovcu. Zadružni domovi so se gradili na osnovi načrta, ki je izhajal iz enega od tipskih načrtov upoštevajoč regionalno krajinsko arhitekturo. PANG hrani načrt projektanta Ivana Kraigherja za "Dom zadruge Gornji Lokovec" in načrt za "Zadružni dom Srednji Lokovec", ki pa ni bil zgrajen. Narejena je bila le ploščad pod cesto v križišču ob nekdanji gostilni, kjer cesta iz vaškega jedra zavije proti G. Lokovcu, na kateri so se do zadnje četrtine 20. stol. prirejali družabni dogodki na prostem.

Politične organizacije:
- Socialistična organizacija in "prva komunistična zadruga v slovenski Beneški Juliji": Lokovčani in Lokovčanke so na seznamu 249 ustanovnih pripadnikov politične organizacije, ustanovljene 2.4.1920 v Čepovanu (VIR: dr. Henrik TUMA, Pisma: Osebnosti in dogodki (1893–1935)[129], Priloge)

Cerkvene organizacije:
- Mohorjeve družbe: Številni krajani Lokovca so bili člani Družbe sv. Mohorja (Celovec, ustanovljena 1851; Goriška Mohorjeva družba, ustanovljena 1923). Seznam članov se je objavljal v letnih koledarjih, ki so v digitalni obliki prosto dostopni na portalu Digitalne knjižnice Slovenije (www.dlib.si). Zaradi takratne cerkvene delitve najdemo Lokovčane pri krajih Lokovec in Lom (Kanalski, Tolminski, Lokovec).
- Katoliško izobraževalno društvo v Lokovcu (Ročni kažipoti za Goriško in Gradiščansko za leto 1910, 1911; Koledar Družbe sv. Mohorja Celovec 1912 - 1916)
- Kuracijska knjižnica (Koledar Družbe sv. Mohorja Celovec 1916, str. 87)

### Šolstvo v preteklosti
- 18. stoletje: V času vladanja Marije Terezije in njenega sina, cesarja Jožefa II. (1765-1790), je bila uvedena splošna šolska obveznost in vpeljano osnovno šolstvo v slovenskem jeziku (1774). Do vzpostavitve javnega šolstva je bilo opismenjevanje in izobraževanje povezano z veroukom, kjer je bila cerkvena oskrba.
- 19. stoletje (šolske reforme[130][131] [132]): Za časa Avstro-Ogrske je Občina Lokovec spadala v sodni okraj Kanal. Osnovnošolski zakon iz leta 1869, s katerim je šola postala državna ustanova in je bil učitelj državni uslužbenec, je omogočil, da se je mreža izobraževalnih ustanov razširila na podeželje[108]. V Občini Lokovec sta bili ustanovljeni dve šoli: šola Lokovec (1885)[133] in šola Gornji Lokovec (1891)[133]. Dolenji Lokovec je spadal v šolski okraj Bate (1885). V članku Osebnosti, povezane z Lokovško planoto, je navedenih nekaj učiteljev, ki so v Lokovcu poučevali v 19. stoletju.
- 20. stoletje:
  - Ljudska šola Srednji Lokovec, po 1918 (Pokrajinski arhiv Nova Gorica[134])
  - Osnovna šola Gornji Lokovec (Pokrajinski arhiv Nova Gorica[135]) je prenehala delovati v šolskem letu 1991/92
  - V šolskem letu 1963/64 sta osnovni šoli v Srednjem in Gornjem Lokovcu postali podružnični šoli OŠ Čepovan[136]

### Civilna (politična) in cerkvena uprava v preteklosti in danes
- Glavni članek: Zgodovina Slovenije
- Cerkev: pozni srednji vek - območje Lokovca spada pod Solkansko (pra)župnijo[137] ; 1755 - 1800: v Kanalskemu Lomu je od leta 1471 podružnica kanalske cerkve, po reformi 1755 se ustanovi skupna kuracija Kanalski Lom, kateri priključijo del Gornjega Lokovca (in Grudnico), Srednji in Spodnji Lokovec spadata k župniji Čepovan; 1800 - kaplanija (sezidana cerkev) in podružnica kanalske dekanije[138]; konec 19. stol. - Vikariat Lokovec v Župniji Kanal (Dekanija Kanal); 17. septembra 1936 - župnija; danes: Lokovec ni več župnija, je podružnica Župnije Grgar
- Ilirske province: iz podatkov ljudskega štetja leta 1811 izhaja takratna upravna razdelitev (province razdeljene v distrikte in kantone, znotraj teh pa francoske občine), ko je bil Lokovec "kraj" v davčni občini Čepovan v kantonu Kanal, ki je spadal v Goriški distrikt v provinci Istra. Upravna enota (davčna občina št. 166) Čepovan je skupaj s kraji Čepovan, Lokovec, D. in G. Trebuša in Lokve štela 2.573 prebivalcev (vir: Jože Šumrada, Prebivalstvo v slovenskih predelih Napoleonove Ilirije, Zgodovinski časopis letnik 52, 1998).
- Avstro-ogrska monarhija:
  - Občina Lokovec, 1879-1915 (Sodni okraj Kanal)
- 20. stoletje:
  - Občina Locavizza di Canale (Kanalski Lokovec) 1921-1928 (Italija)[139] ; v okviru občine je bilo organizirano tudi gasilstvo
  - Zdravstvena oskrba: Solkanski časopis 1001[140] leta 2014 piše o solkanskih babicah, ki so v prvi polovici 20. st. pri porodu pomagale tudi Lokovčankam. V knjigah rojstev in smrti izpred 100 in več let, objavljenih na platformi Matricula Online[141] so imena oseb, ki so prisostvovala porodom, in so vzroke smrti vpisovali vsakokratni cerkveni uslužbenci, ni pa zaslediti informacij o morebitnih takratnih zdravnikih.
  - Krajevna skupnost Lokovec (Republika Jugoslavija, Republika Slovenija): Za krajevni praznik je določen 29. junij, dan, ko godujeta apostola sveti Peter in Pavel, katerima je leta 1825 goriško-gradiščanski škof posvetil lokovško cerkev (glej podnaslov Sakralna dediščina).

## Vojne in vojna obeležja

### Prva svetovna vojna
- Lokovška planota je bila med 1. svetovno vojno območje med bojnimi linijami in zaledjem[142] [143] Soške fronte. Po vstopu Italije v vojno in nastanku soškega bojišča je že maja 1915 avstro-ogrska vojska v sosednjem Čepovanu vzpostavila zaledno oskrbovalno bazo, za povezavo z okolico postavila objekte in infrastrukturo (skladišča, sanitetne postaje, bolnišnico, pokopališče, ceste, tovorne žičnice, vodovod) ter skupaj s svojimi položaji[144] [145] v okolici postala tarča italijanskih napadov[146]. Izpostavljenost območja je prikazana na vojaški karti[147] in za čas 11. soške bitke opisana v Kroniki[148] Obramba na Soči 1915—1917, v poglavju Soške bitke na portalu Kamra , v takratnem AO dnevnem in posebnem vojnem tisku ter številnih drugih virih [149] [150] [151] [152] [153] [154] . Med prvimi begunci [155] so bili tudi Lokovčani. Spomladi 1917 sta območje obiskala cesar Karel I. in nadvojvoda Evgen, poveljnik JZ fronte proti Italiji. Linija[156] 11. soške bitke [157] je potekala JZ, Z in SZ od Lokovca, a so bile tudi na lokovških vrhovih [158] izvidnice in topovi, okoli njih jarki, kaverne, barake, poljske kuhinje, sanitetne postaje in bolnišnice, granate so poškodovale tudi lokovške hiše in povzročile vojaške in civilne žrtve. Italijanska vojska je osvojila[159] Volnik (Sp. Lokovec) in Veliki vrh (Gor. Lokovec) oziroma t.i. južne, spodnje in zgornje Banjšice[160], nad območjem so se bili letalski spopadi, ki so obstreljevali tudi položaje na tleh. Po 11. soški ofenzivi so svoje položaje na Banjško-Lokovški planoti, ki s strani AO ni imela utrjene obrambe, Italijani krepili v sklopu priprav na naslednji spopad, 12. soško bitko. V nekaterih virih se kot območje vojaškega delovanja omenja zaselek Špilenca v Gornjem Lokovcu.

- V letih 1916 in 1917 je Avstro-ogrska zaradi oskrbe enot na bojiščih, največkrat kar po obstoječih cestah načrtovala in postavila sistem ozkotirnih železnic (feldban)[161] [162] od Dolnjega Logatca do Godoviča in Črnega vrha z razcepom proti Trnovskemu gozdu in Idriji ter, kjer je bilo potrebno premagati hribovit teren, sistem tovornih žičnic. En krak te žičnice je potekal od Ajdovščine[163] preko Predmeje, Trnovskega gozda in Lokvi do Čepovana in naprej proti Vratom in Trebuši do železniške postaje Grahovo ob Bohinjski progi. Proti Lokovški planoti je bilo načrtovanih več odcepov tovornih žičnic: en iz spodnjega dela Čepovanske doline, en v nadaljevanju opisan iz Čepovana proti Lokovcu in naprej do Banjšic in en na relaciji: Slap - Kal - Zgornji Lokovec (Kladje) - Čepovanski dol - Trebuša. V Lokovcu je bila pretovorna postaja na severni strani Humarskega hriba na Mokrinovem, v neposredni bližini desetletja kasneje postavljene hale za industrijsko kovaštvo, kjer se razcepi cesta za Spodnji in Srednji Lokovec. Na lokaciji hale so bili hlevi za konje, v okolici pa barake za posadko, delavnice, skladišča in kaverne. Območje je bilo poimenovano "na štacjonu". Zaradi lokacije pod hribom je bila postaja relativno zaščitena pred topovskim in letalskim obstreljevanjem. Ohranilo se je eno sidro stebra žičnice in dve kaverni. Največja je dolga 15 m in skopana v obliki črke L. Poleg žičnice je bil iz Čepovana v Lokovec do Dolenje Hudajužne, kjer je še ohranjen vodohran, napeljan vodovod - tlačni cevovod, črpalke pa je poganjala lokomotiva - stacionarni parni stroj, ki je bil kurjen z drvmi (več virov, glavni vir: Pro Loko 2011 - KTD Lokovec).

- V avstro-ogrsko vojsko je bilo med 1.SV vpoklicanih[164] [165]317 Lokovčanov od takrat 1340 prebivalcev[166], 48 se jih s front in ujetništva ni vrnilo [167], 22 domačinov je umrlo v begunstvu, med civilisti je bilo 5 žrtev. Konec vojne je bilo na lokovškem pokopališču[168] pokopanih 79 vojakov, ki so izgubili življenje v spopadih na Lokovški planoti. Njihovi posmrtni ostanki so bili v 30 letih 20. st. prekopani na čepovansko vojaško pokopališče[169]. Na ploščadi na vzhodni strani cerkve sv. Petra in Pavla v Srednjem Lokovcu stoji Spomenik [170] prvi svetovni vojni, ki je kot enota nepremične kulturne dediščine vpisan v RKD. Na masivnem kamnitem podstavku z letnicama 1914-1918 in napisom PAX 1937 je postavljen kamnit križ. Na podstavku bi moral stati avstrijski vojak izklesan leta 1916 v Gornjem Lokovcu pri Belem kamnu, prvotno namenjen na vojaško pokopališče v Ajdovščino, a so postavitev preprečile italijanske oblasti. Kip so leta 1938 odpeljali v Gorico. Sedaj stoji v kotu vrta palače Attems Petzenstein in je uvrščen v (spletni) kataster obeležij (grafitov) prve svetovne vojne "Graffiti di guerra"[171], projekt kulturno-zgodovinske raziskave prve svetovne vojne, ki ga podpira Avtonomna dežela Furlanija - Julijska krajina.
- Za povojno obnovo je tudi v Lokovcu delovala Zadruga povojnih oškodovancev. Naslovi in število članov Zadruge potrjujejo obseg vojnega oškodovanja nepremičnin (VIR: PANG, Iz arhiva Lokovec 51, Pri Mraku).
- Madžarskemu vojaku in mlademu učitelju iz mesta Gyõr, Lajos-u Mớritz-u, ki je 7.10.1917 med pripravami njegovega polka na zadnjo soško bitko padel na območju Lokovca, je bila na pročelju zakristije vaške cerkve leta 2011 na pobudo Madžarske postavljena spominska plošča[172]. Ob plošči je informativna tabla o njegovem videnju vojaških spopadov, kakor ga je opisal v dnevniku, ki ga je ob smrti imel pri sebi.
- Gradnja cest: med 1. svetovno vojno (ZVKDS[173]) so ruski vojni ujetniki gradili ceste tudi proti in v Lokovcu:
  - Cesta Vrata – Griva - Gornji Lokovec - Kal – Lom (sedaj občinska cesta št. 787031, 785851,...): Odprl jo je Svetozar Borojević von Bojna, zato ji pravijo Borojevićeva cesta. O tem pričata obeležji[174] v Čepovanu na Vratih na odcepu in ob cesti za Grudnico[175] in Gornji Lokovec.
  - Cesta Občina/Na občinah v Čepovanu – Gornji Lokovec (po Ječmencah) je sedaj občinska cesta št. 785971.

### Druga svetovna vojna
V Register kulturne dediščine so vpisana obeležja:
- Ob nekdanji šoli v Srednjem Lokovcu stoji obnovljen protiletalski top iz druge svetovne vojne. Postavili so ga leta 2009 v spomin in zahvalo Lokovčanom za pomoč artilerijcem in drugim borcem med narodnoosvobodilno borbo (NOB). V Lokovcu je bila 14. junija 1944 ustanovljena topničarska brigada IX. korpusa NOV, prebivalci pa so med 2. SV plačali krvavi davek za osvoboditev domovine. Nemci so jim požgali 44 hiš in prav toliko gospodarskih poslopij, v bojih proti sovražniku, v zaporih in taboriščih je umrlo 72 domačinov.

- Spomenik padlim borcem v NOB in žrtvam vojnega nasilja: Spomenik stoji ob križišču cest iz Spodnjega v Srednji Lokovec na tlakovani ploščadi, do katere vodijo kamnite stopnice. Sestavljajo ga trije kamniti stebri pravokotnega tlorisa in posvetilni kamen. Na spomeniku so Župančičevi verzi iz Manoma Josipu Murnu Aleksandrovu. Postavljen je bil 26. septembra 1965. Avtor spomenika je arhitekt Tomaž Vuga.
- Spominsko znamenje družini Kralj: Na kamen ob ruševinah nekdanje Kraljeve hiše v Srednjem Lokovcu je bila 19. septembra 1971 vzidana marmorna spominska plošča, posvečena pobitim članom družin Šuligoj in Kralj.
- Spominska plošča XIV. brigadi Garibaldi: je posvečena ustanovitvi brigade Garibaldi. Postavljena je bila 16.4.1969. 14. udarna brigada »Garibaldi – Trieste« je bila ustanovljena 5. aprila 1944 v Srednjem Lokovcu pri Hudajužni na osnovi sporazuma med poveljstvom Garibaldinskih brigad v Italiji in poveljstvom 9. korpusa NOV Slovenije. Namestnik brigadnega komisarja je postal Kenda Vladimir (1915–1997)[176], protifašistični borec in po vojni časnikar. Tržaška brigada je bila največja italijanska enota v sestavi korpusa in je predstavljala nadaljevanje antifašistične borbe, ki se je po zlomu fašizma in kapitulaciji Italije 8. septembra 1943 razvila v pravo narodno vstajo, ko je več tisoč prostovoljcev prihajalo v hribe v partizanske vrste. Takrat so nastale prve večje italijanske partizanske enote, ki so sodelovale v bojih na goriški fronti (tako imenovana »Proletarska brigada«), na Krasu in v Slovenski Istri.[177] Na območju Lokovca se je narodnoosvobodilno gibanje začelo razvijati že prej. Po kapitulaciji Italije so tu delovala okrožna in okrajna vodstva političnih organizacij, gospodarske komisije in enote narodne zaščite. Na tem področju so se partizani pogosto spopadali z nemškimi enotami, ki so v kraju marca 1945 postavile svojo postojanko. Od aprila 1943 do začetka aprila 1945 so okupatorji v Lokovcu požgali veliko domačij in prebivalce odpeljali v koncentracijska taborišča.[178]
- Spominska plošča vojaškemu spopadu: Na marmorni spominski plošči je vklesan napis o vojaškem spopadu II. brigade VDV z okupatorjem 22. decembra 1944. Plošča je bila postavljena 22. julija 1985 na levi strani ceste pred odcepom iz Spodnjega Lokovca v zaselek Pri Cerkvi v Srednjem Lokovcu.
- Spominska plošča v NOB padlima borcema IX. korpusa: Marmorna spominska plošča z vklesanim napisom je bila postavljena 22. julija 1985. Plošča je vzidana na stransko fasado objekta Lokovec 41.
- Spominska plošča Srečku Legatu: Na marmorni spominski plošči je vklesan napis Srečku Legatu, padlemu borcu v NOV. Postavljena je bila leta 1948. Plošča je vzidana v obcestni zid blizu domačije Lokovec 11.
- Spominska plošča partizanskim kovinarskim delavnicam: Bronasta spominska plošča je posvečena borcem, ki so med NOV delali v partizanskih kovinarskih delavnicah. Postavljena je bila 4. julija 1980. Plošča je vzidana na severno fasado nekdanjega obrata Vozila Gorica v Spodnjem Lokovcu.
- Spominska plošča padlim borcem NOB in žrtvam vojnega nasilja: Na marmorni spominski plošči so vklesana imena umrlih in posvetilni verzi. Postavljena je bila 4. julija 1947. Plošča je vzidana na dvoriščno fasado nekdanje osnovne šole v Gorenjem Lokovcu v Špilniku.
- Spominska plošča dogodku v NOB: Bronasta spominska plošča je posvečena ustanovni konferenci pokrajinskega načelstva narodne zaščite za Slovensko Primorje. Postavljena je bila 23. septembra 1979. Plošča je vzidana na pročelje domačije Lokovec 90.
- Spominska plošča artileriji IX. korpusa: Bronasta spominska plošča je posvečena artileriji IX. korpusa. Postavljena je bila 23. septembra 1979 na proti cesti obrnjeno fasado nekdanje osnovne šole v Srednjem Lokovcu.
- Spomenik Francu Mermolji-Mitji: Spomenik je betonski kvader, ki ima na prednji strani vzidano marmorno ploščo z napisom, posvečenem sedemnajstletnemu partizanu Francu Mermolji - Mitji. Postavljen je bil leta 1961 ob cesti nad domačijo V Senebiku v Gornjem Lokovcu.
- Spomenik Darku Marušiču , narodnemu heroju in namestniku komisarja 30. divizije, ki je padel v Dolenjem Lokovcu 17. novembra 1943: spomenik je v obliki kamnite piramide. Na prednji strani je vzidana bronasta napisna plošča. Postavljen je bil 22. julija 1952. Spomenik je postavljen na hribčku nad cesto v Spodnjem Lokovcu, v bližini domačije Podhribar.

Drugo:
- Jurjevo brezno: V čas štiridesetdnevne jugoslovanske uprave Trsta in Gorice po koncu 2. SV sežejo še ne popolnoma pojasnjene aretacije nekaterih civilistov. Veliko jih je končalo v breznih oz. fojbah na Krasu, na Trnovski in Banjški planoti, ali pa so jih ob umiku iz Trsta in Gorice sredi junija 1945 jugoslovanske enote odpeljale v taborišče Borovnica oz. v zapore v notranjosti Slovenije. V maj 1945, čas po koncu vojne, se uvršča še neraziskana fojba v Lokovcu, imenovana Jurjevo brezno. V tej naravni kraški jami naj bi po pripovedovanju domačinov ležali posmrtni ostanki od 40 do 70 ljudi, večinoma civilistov, s tovornjaki pripeljanih iz Gorice in umorjenih ob robu brezna, in nekaj domačinov.[179]

### Osamosvojitvena vojna
Med osamosvojitveno vojno leta 1991 so zaradi prisotnosti grožnje o napadu z Lokvi v Lokovec preselili Zbirni center Teritorialne obrambe za sprejem in varovanje prebeglih pripadnikov JLA. Izbrano lokacijo nekdanje šole in župnišča v Srednjem Lokovcu je zavarovala nova mobilizirana enota TO in del poveljstva 3. bataljona 12. brigade TO. Selitev 103 prebežnikov je bila izvedena 12.7.1991. V celotnem obdobju delovanja je center sprejel preko 200 prebeglih pripadnikov JLA, v njem se ni zgodila nobena nesreča ali poškodba, prebežniki pa so bili ves čas varni, je zapisano v zborniku Njim vsem pripada slava (Goriški muzej). Na pročelje nekdanjega župnišča je bila leta 2012 nameščena zahvalna plošča pripadnikom TO in domačinom, ki so omogočali in zagotavljali delovanje zbirnega centra in pomagali Sloveniji na poti v samostojnost. 